# Шупилулиума I
Шупилулиума I е хетски цар живял между 1270 – 1322 пр. Хр. Той е един от „златните“ владетели ок. 1344 – 1322 пр.н.е. на Хетското царство, като при него хетите достигат най-голям разцвет.
При Шупилулиума I армията на хетите нахлува в Северна Сирия и отблъсква митаните и египтяните.